# Diocèse de Puerto Cabello
Pour les articles homonymes, voir Puerto Cabello.
Le diocèse de Puerto Cabello (en latin : Diœcesis Portus Cabellensis ; en espagnol : Diócesis de Puerto Cabello) est un diocèse de l'Église catholique au Venezuela, suffragant de l'archidiocèse de Valencia.

## Territoire

Carte des diocèses du Venezuela avec le diocèse de Puerto Cabello en rouge

Le diocèse est situé sur une partie de l'État de Carabobo, l'autre partie de cet état étant dans l'archidiocèse de Valencia dont Puerto Cabello est le suffragant. Son territoire est d'une superficie de 729 km2 avec 19 paroisses, il a son siège épiscopal dans la ville de Puerto Cabello où se trouve la cathédrale saint Joseph (es).

## Histoire
Le diocèse est érigé le 5 juillet 1994 par la bulle pontificale Sollicitus de Spirituali par le pape Jean-Paul II, en prenant une partie du territoire de l'archidiocèse de Valencia.

## Évêques
- Ramón Antonio Linares Sandoval (1994-2002) nommé évêque du diocèse de Barinas.
- Ramón José Viloria Pinzón S.O.D (2003-2010)
- Saúl Figueroa Albornoz (2011-2024)
- José Antonio Da Conceição Ferreira (2024-  )

## Sources
- http://www.catholic-hierarchy.org